# Sabangan
Sabangan est une municipalité de 5e classe située dans la Mountain Province aux Philippines. Selon le recensement de 2010 elle est peuplée de 8 741 habitants.

## Barangays
Sabangan est divisée en 15 barangays.

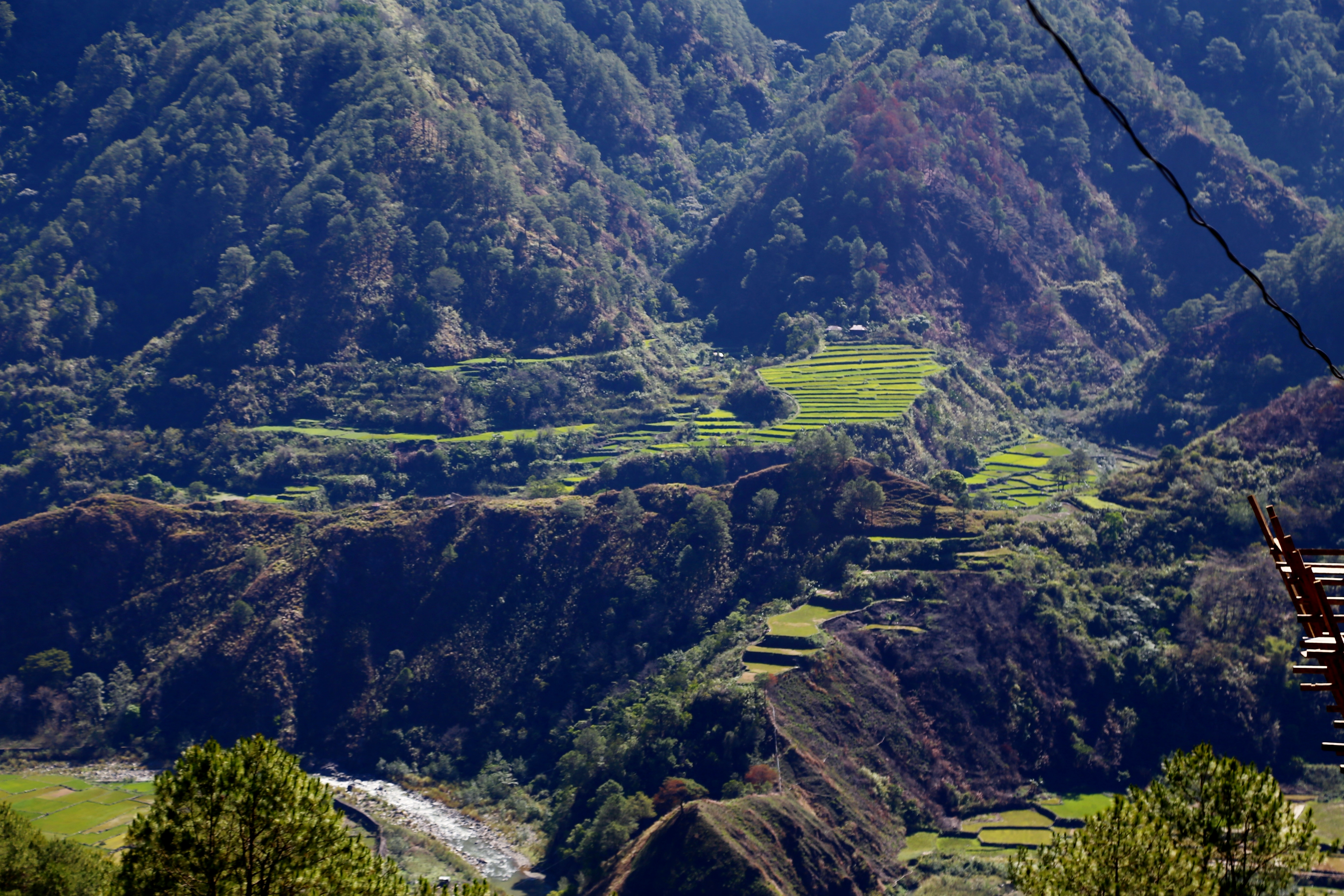
Sabangan, Province du Mont

- Bao-angan
- Bun-ayan
- Busa
- Camatagan
- Capinitan
- Data
- Gayang
- Lagan
- Losad
- Namatec
- Napua
- Pingad
- Poblacion
- Supang
- Tambingan

## Démographie
| Année | Habitants | Évolution |
| ----- | --------- | --------- |
| 1995  | 8 609     | -         |
| 2000  | 8 728     | 1,38 %    |
| 2007  | 9 098     | 4,24 %    |
| 2010  | 8 741     | -3,92 %   |